# Khassaviürt
Khassaviürt (en kumyk: Хасавъ-юрт, Xasav-yurt; rus: Хасавю́рт) és una ciutat de la República del Daguestan, a Rússia. Al cens del 2010 tenia 131.187 habitants.

## Història
Va ser fundada l'any 1846 i va rebre l'estatus de ciutat el 1931. El dia 19 d'agost de 2012, dos atacs amb pistoles i bombes van matar sis agents de policia i van ferir vuit persones més. La ciutat té una gran presència de salafistes. El desembre del 2016, les autoritats russes van informar de l'existència d'un grup presumptament vinculat al Daeix.

## Estat administratiu i municipal
Dins del marc de divisions administratives, Khassaviürt és el centre administratiu del districte de Khassaviürt, encara que no en formi part. La Ciutat de Khassaviürt forma una unitat administrativa per si sola amb igual estatus que el dels districtes. Com a divisió municipal, la ciutat de Khassaviürt forma part de l'Òkrug urba de Khassaviürt.

## Demografia
Grups ètnics segons el cens del 2010:
- Àvars: 30,7%
- Txetxens: 28,5%
- Kumyks: 28,1%
- Dargins: 4,1%
- Laks: 3,3%
- Russos: 2,3%
- Lesguians: 1,6%

## Climatologia
| Dades climàtiques a Khassaviürt    | Dades climàtiques a Khassaviürt | Dades climàtiques a Khassaviürt | Dades climàtiques a Khassaviürt | Dades climàtiques a Khassaviürt | Dades climàtiques a Khassaviürt | Dades climàtiques a Khassaviürt | Dades climàtiques a Khassaviürt | Dades climàtiques a Khassaviürt | Dades climàtiques a Khassaviürt | Dades climàtiques a Khassaviürt | Dades climàtiques a Khassaviürt | Dades climàtiques a Khassaviürt | Dades climàtiques a Khassaviürt |
| Mes                                | gen                             | febr                            | març                            | abr                             | maig                            | juny                            | jul                             | ag                              | set                             | oct                             | nov                             | des                             | anual                           |
| ---------------------------------- | ------------------------------- | ------------------------------- | ------------------------------- | ------------------------------- | ------------------------------- | ------------------------------- | ------------------------------- | ------------------------------- | ------------------------------- | ------------------------------- | ------------------------------- | ------------------------------- | ------------------------------- |
| Màxima mitjana °C (°F)             | 1.4 (34.5)                      | 2.7 (36.9)                      | 7.7 (45.9)                      | 16.0 (60.8)                     | 22.5 (72.5)                     | 27.0 (80.6)                     | 29.7 (85.5)                     | 28.9 (84)                       | 23.6 (74.5)                     | 16.5 (61.7)                     | 9.3 (48.7)                      | 4.0 (39.2)                      | 15.78 (60.4)                    |
| Mitjana diària °C (°F)             | −1.8 (28.8)                     | −0.7 (30.7)                     | 3.8 (38.8)                      | 10.9 (51.6)                     | 17.3 (63.1)                     | 21.8 (71.2)                     | 24.6 (76.3)                     | 23.8 (74.8)                     | 18.6 (65.5)                     | 12.1 (53.8)                     | 5.9 (42.6)                      | 1.1 (34)                        | 11.45 (52.6)                    |
| Mínima mitjana °C (°F)             | −5.0 (23)                       | −4.1 (24.6)                     | 0.0 (32)                        | 5.9 (42.6)                      | 12.2 (54)                       | 16.6 (61.9)                     | 19.5 (67.1)                     | 18.8 (65.8)                     | 13.7 (56.7)                     | 7.8 (46)                        | 2.6 (36.7)                      | −1.8 (28.8)                     | 7.18 (44.93)                    |
| Precipitació mitjana mm (polzades) | 20 (0.79)                       | 23 (0.91)                       | 22 (0.87)                       | 32 (1.26)                       | 51 (2.01)                       | 60 (2.36)                       | 43 (1.69)                       | 35 (1.38)                       | 40 (1.57)                       | 36 (1.42)                       | 30 (1.18)                       | 22 (0.87)                       | 414 (16.31)                     |
| Font: Climate-Data.org             |                                 |                                 |                                 |                                 |                                 |                                 |                                 |                                 |                                 |                                 |                                 |                                 |                                 |

## Economia
Les indústries locals principals són l'alimentària, la fabricació de maons i la tèxtil.